# Hans Zeiss
Hans Zeiss (* 21. Februar 1895 in Straubing; † 30. August 1944 bei Dor Mărunt, Rumänien) war ein deutscher Mittelalterarchäologe und Prähistoriker.

## Leben
Hans Zeiss, der Sohn eines Offiziers, besuchte die Gymnasien zu München, Regensburg und Amberg. Als Jugendlicher gehörte er der Wandervogelbewegung an; später verfasste er einen Wanderführer Über die Römische Grenzmark von der Donau bis zur württembergischen Grenze (1920). Wenige Wochen nach seiner Reifeprüfung 1914 brach der Erste Weltkrieg aus, an dem Zeiss als Kriegsfreiwilliger teilnahm. Er nahm als Offizier an mehreren Gefechten teil, wurde mehrmals verwundet und geriet in Kriegsgefangenschaft, aus der er 1919 entlassen wurde. Zum Wintersemester 1919/20 ging er an die Universität München und studierte Geschichtswissenschaft, Germanistik und Anglistik. Daneben gehörte er von 1920 bis 1922 einem Zeitfreiwilligencorps an und trat dem antidemokratischen Bund Oberland bei. 1923 legte Zeiss die Lehramtsprüfung in den Fächern Deutsch, Geschichte und Englisch ab und ging als Lehrer an das Landeserziehungsheim in Schloss Bieberstein bei Fulda. Zum Sommersemester 1925 kehrte er nach München zurück und bereitete dort seine Promotion vor. Er engagierte sich weiterhin im Bund Oberland, dessen Ziele denen der Nationalsozialisten entsprachen, und war 1926 Mitglied der Bundesleitung. Im selben Jahr wurde Zeiss bei Michael Doeberl im Fach Mittelalterliche Geschichte promoviert.
Zeiss widmete sich in den folgenden Jahren siedlungshistorischen und topographischen Forschungen. Sein Forschungsschwerpunkt verlagerte sich zusehends zur Ur- und Frühgeschichte. Er veröffentlichte Aufsätze und Beiträge zum Historischen Atlas der Pfalz. Von 1927 bis 1928 war er Schriftleiter und ab 1928 Mitherausgeber der Zeitschrift Volk und Rasse. Noch im selben Jahr erhielt er ein Reisestipendium der Notgemeinschaft der Deutschen Wissenschaft, das er zu einer Forschungsreise auf der Iberischen Halbinsel und in Südfrankreich nutzte. Er untersuchte dort von April bis August 1928 gotische Gräber. Am 1. April 1929 wurde Zeiss Assistent bei der Römisch-Germanischen Kommission in Frankfurt am Main, wo er mit dem Direktor Friedrich Drexel und dem zweiten Direktor Gerhard Bersu zusammenarbeitete. 1931 wurde Zeiss zum zweiten Direktor ernannt (Direktor war Bersu nach Drexels Tod 1930). Im selben Jahr habilitierte er sich an der Universität Frankfurt am Main im Fach „Mittelalterliche Geschichte und Germanische Altertumskunde“ und hielt seitdem Lehrveranstaltungen an der Universität ab.
Ab 1933 trat Zeiss verschiedenen nationalsozialistischen Organisationen bei: Ende 1933 der SA, zum 1. Juni 1934 dem NS-Lehrerbund und zum 1. Mai 1937 der NSDAP (Mitgliedsnummer 5.017.322). Zum 1. Januar 1935 folgte Zeiss einem Ruf an die Universität München auf den neu errichteten Lehrstuhl für Vor- und Frühgeschichte; im selben Jahr wählte ihn das Deutsche Archäologische Institut zum ordentlichen Mitglied. Der Römisch-Germanischen Kommission blieb Zeiss als Mitglied des Fachausschusses verbunden. 1937 wurde er als ordentliches Mitglied in die Bayerische Akademie der Wissenschaften aufgenommen. In München entfaltete er eine rege Lehrtätigkeit und betreute Dissertationen und Habilitationsschriften. Zu seinen Schülern zählten Kurt Böhner und Joachim Werner. Während des Zweiten Weltkriegs setzte Zeiss seine Forschungs- und Lehrtätigkeit zunächst fort und hielt auch im Rahmen der „Aktion Ritterbusch“ Vorträge. Im Mai 1942 wurde Zeiss als Hauptmann eingezogen und auf der Balkanhalbinsel eingesetzt. Im August 1944 wurde er in Rumänien verwundet und erlag seinen Verletzungen am 30. August bei Dor Mărunt.

## Schriften (Auswahl)
- Über die Römische Grenzmark von der Donau bis zur württembergischen Grenze (südlich Dinkelsbühl). Ein Wanderführer. Kaufbeuren 1920.
- Reichsunmittelbarkeit und Schutzverhältnisse der Zisterzienserabtei Ebrach vom 12. bis 16. Jahrhundert. Bamberg 1927 (Dissertation München 1926) (online).
- Quellensammlung für die Geschichte des bairischen Stammesherzogtums bis 750. München 1929.
- Die Grabfunde aus dem spanischen Westgotenreich. Berlin/Leipzig 1934.
- Studien zu den Grabfunden aus dem Burgundenreich an der Rhone, München 1938.
- mit Helmut Arntz: Die einheimischen Runendenkmäler des Festlandes. Leipzig 1939.
- Germanischer Schmuck der Völkerwanderungszeit. Bielefeld/Leipzig 1941.
- Das Heilsbild in der germanischen Kunst des frühen Mittelalters. München 1941.